# Capra pyrenaica victoriae
La cabra montés occidental o cabra montés de Gredos (Capra pyrenaica victoriae) es una subespecie de cabra montés autóctona de varias serranías del centro de la península ibérica. 

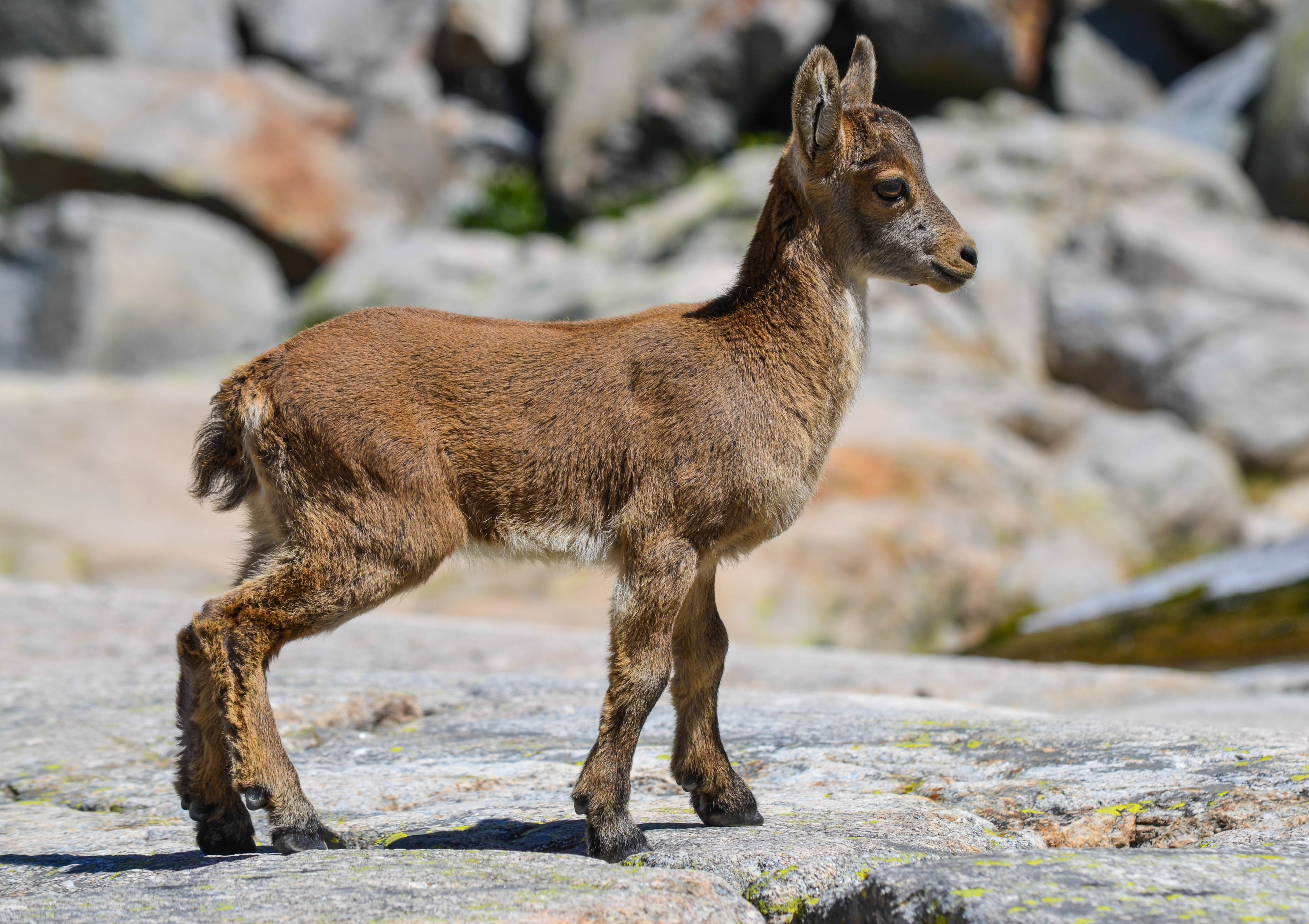
Cabrito en la Laguna Grande de Gredos.

Su mayor población se encuentra en la sierra de Gredos, entre las provincias de Cáceres y Ávila, y en la sierra de Guadarrama; también existe en Las Batuecas.
En el año 2014 se comenzaron a reintroducir ejemplares de Capra pyrenaica victoriae en los Pirineos franceses, concretamente en el parque nacional de los Pirineos y en el parque natural regional de los Pirineos de Ariège, a partir de individuos procedentes de la sierra de Guadarrama.